# Liste der Naturdenkmale in Bad Soden-Salmünster
Die Liste der Naturdenkmale in Bad Soden-Salmünster nennt die in der Stadt Bad Soden-Salmünster im Main-Kinzig-Kreis gelegenen Naturdenkmale.
| Bild            | Bezeichnung  | Ortsteil, Lage                            | Beschreibung | Art | Nr.    |
| --------------- | ------------ | ----------------------------------------- | ------------ | --- | ------ |
| Fotos hochladen | Alte Buche   | Bad Soden 50° 17′ 21,3″ N, 9° 21′ 12″ O   |              |     | 435107 |
| BW              | Wilde Häuser | Romsthal 50° 19′ 10,9″ N, 9° 23′ 54,9″ O  |              |     | 435108 |
| Fotos hochladen | Eiche        | Salmünster 50° 16′ 8,6″ N, 9° 22′ 35,5″ O |              |     | 435110 |

## Belege
1. ↑  
Naturdenkmale im Main-Kinzig-Kreis. (PDF; 74 kB) Umweltbericht MKK. Main-Kinzig-Kreis, August 2015, archiviert vom Original (nicht mehr online verfügbar) am 24. Januar 2016; abgerufen am 22. Januar 2016.

- Karte mit allen Koordinaten:
- OSM |
- WikiMap